# Domhnall an Dána mac Taidhg
 Domhnall an Dána mac Taidhg (mort en 1469) membre de la dynastie Mac Carthy, 21e prince de Desmond de 1428 à sa mort.

## Contexte
Domhnall an Dána  est le fils aîné et successeur de Tadhg na Mainistreach mac Domhnaill Óig.
Domhnall Mac Carthaigh Mór dont le surnom signifie: « l'Intrépide » est le fondateur en 1440 sur les bords du lac Lean, inclus aujourd'hui dans les lacs de Killarney, l'abbaye d'Irelagh ou abbaye de Muckross, dédiée à la Sainte-Trinité, et dans laquelle il insralle des franciscains/ L'abbaye devient désormais la sépulture des Mac Carthaigh Mór. Domhnall mena une activité guerrière contre les Anglais, et ne leur accorda une trêves en 1460 que contre le paiement d'un tribut annuel. Il meurt en 1469 , et laisse:
- Tadhg Liath mac Domhnaill,  22e prince de Desmond de 1469 à 1503 ;
- Cormac de Ballincarrig (mort en 1473)
- Domhnall Breac fl. 1479
- Ellinor ou Eléonore MacCarthy, femme de Geoffroi O'Donoghue, lord de Clanfesk.

## Source
- (en) T.W Moody, F.X. Martin et F.J. Byrne, A New History of Ireland IX Maps, Genealogies, Lists. A companion to Irish History part II, Oxford, Oxford University Press, 2011, 690 p. (ISBN 978-0-19-959306-4).
- (en) W.F. Butler,  The Pedigree and Succession of the House of Mac Carthy Mór, with a Map. The Journal of the Royal Society of Antiquaries of Ireland, vol. 11, no. 1, 1921, pp. 32–48. JSTOR, www.jstor.org/stable/25514588. Consulté le  29 avril 2020.